# Taça dos Campeões Europeus de Hóquei em Patins de 1992-93
A Taça dos Campeões Europeus de Hóquei em Patins de 1992-93 foi a 28ª edição da Taça dos Campeões.
O Igualada HC sagrou-se campeão europeu pela 1.ª vez na história ao derrotar o SL Benfica na final.

## Equipas participantes
| País          | Clube           | Classificação                          |
| ------------- | --------------- | -------------------------------------- |
| Alemanha      | IGR Remscheid   | Campeão da Liga Alemã de 1991/92       |
| Áustria       | RHC Villach     | Campeão da Liga Áustriaca de 1991/92   |
| Bélgica       | Kurink HC       | Wild Card                              |
| Espanha       | Liceo da Coruña | Campeão Europeu de 1991/92             |
| Espanha       | Igualada HC     | Campeão da Liga Espanhola de 1991/92   |
| França        | SCRA Saint-Omer | Campeão da Liga Francesa de 1991/92    |
| Itália        | Roller Monza    | Campeão da Liga Italiana de 1991/92    |
| Países Baixos | RC Lichtstad    | Campeão da Liga Neerlandesa de 1991/92 |
| Portugal      | SL Benfica      | Campeão da Liga Portuguesa de 1991/92  |
| Suíça         | Genève RHC      | Campeão da Liga Suíça de 1991/92       |

## Jogos

### 1ª Eliminatória
| Equipa 1      | Total | Equipa 2     | 1.ª Mão | 2.ª Mão |
| ------------- | ----- | ------------ | ------- | ------- |
| Genève RHC    | 3-13  | Roller Monza | 3-4     | 0-9     |
| IGR Remscheid | 43-4  | RHC Villach  | 24-2    | 19-2    |

### Fase Final
|  | Quartos-de-final | Quartos-de-final | Quartos-de-final | Quartos-de-final |                 |                 | Meias-finais | Meias-finais | Meias-finais |  |             | Final | Final | Final |
|  |                  |                  |                  |                  |                 |                 |              |              |              |  |             |       |       |       |
|  | 1                | RC Lichtstad     | 4                | 0                |                 |                 |              |              |              |  |             |       |       |       |
|  | 8                | Igualada HC      | 13               | 21               |                 |                 |              |              |              |  |             |       |       |       |
|  | 8                | Igualada HC      | 13               | 21               |                 | Igualada HC     | 12           | 8            |              |  |             |       |       |       |
|  |                  |                  |                  |                  |                 | Igualada HC     | 12           | 8            |              |  |             |       |       |       |
|  |                  | IGR Remscheid    | 1                | 2                |                 |                 |              |              |              |  |             |       |       |       |
|  | 4                | IGR Remscheid    | 1                | 2                | IGR Remscheid   | 7               | 6            |              |              |  |             |       |       |       |
|  | 4                |                  |                  |                  | IGR Remscheid   | 7               | 6            |              |              |  |             |       |       |       |
|  | 5                | SCRA Saint-Omer  | 6                | 1                |                 |                 |              |              |              |  |             |       |       |       |
|  | 5                | SCRA Saint-Omer  | 6                | 1                |                 |                 |              |              |              |  | Igualada HC | 4     | 8     |       |
|  |                  |                  |                  |                  |                 |                 |              |              |              |  | Igualada HC | 4     | 8     |       |
|  |                  | SL Benfica       | 1                | 3                |                 |                 |              |              |              |  |             |       |       |       |
|  | 3                | SL Benfica       | 1                | 3                | Liceo da Coruña | 20              | 14           |              |              |  |             |       |       |       |
|  | 3                |                  |                  |                  | Liceo da Coruña | 20              | 14           |              |              |  |             |       |       |       |
|  | 6                | Kurink HC        | 5                | 4                |                 |                 |              |              |              |  |             |       |       |       |
|  | 6                | Kurink HC        | 5                | 4                |                 | Liceo da Coruña | 3            | 4            |              |  |             |       |       |       |
|  |                  |                  |                  |                  |                 | Liceo da Coruña | 3            | 4            |              |  |             |       |       |       |
|  |                  | SL Benfica       | 3                | 5                |                 |                 |              |              |              |  |             |       |       |       |
|  | 2                | SL Benfica       | 3                | 5                | SL Benfica      | 6               | 2            |              |              |  |             |       |       |       |
|  | 2                |                  |                  |                  | SL Benfica      | 6               | 2            |              |              |  |             |       |       |       |
|  | 7                | Roller Monza     | 3                | 1                |                 |                 |              |              |              |  |             |       |       |       |
|  | 7                | Roller Monza     | 3                | 1                |                 |                 |              |              |              |  |             |       |       |       |

### Quartos-de-final
| Equipa 1        | Total | Equipa 2        | 1.ª Mão | 2.ª Mão |
| --------------- | ----- | --------------- | ------- | ------- |
| RC Lichtstad    | 4-34  | Igualada HC     | 4-13    | 0-21    |
| IGR Remscheid   | 13-7  | SCRA Saint-Omer | 7-6     | 6-1     |
| Liceo da Coruña | 34-9  | Kurink HC       | 20-5    | 14-4    |
| SL Benfica      | 8-4   | Roller Monza    | 6-3     | 2-1     |

### Meias-finais
| Equipa 1        | Total | Equipa 2      | 1.ª Mão | 2.ª Mão |
| --------------- | ----- | ------------- | ------- | ------- |
| Igualada HC     | 20-3  | IGR Remscheid | 12-1    | 8-2     |
| Liceo da Coruña | 7-8   | SL Benfica    | 3-3     | 4-5     |

### Final
| Equipa 1    | Total | Equipa 2   | 1.ª Mão | 2.ª Mão |
| ----------- | ----- | ---------- | ------- | ------- |
| Igualada HC | 12-4  | SL Benfica | 4-1     | 8-3     |

| Campeão Europeu 1992-93  |
| ------------------------ |
|                          |
| Igualada HC (1.º título) |

### Internacional
- Ligações para todos os sítios de hóquei
- Mundook- Sítio com notícias de todo o mundo do hóquei
- Hoqueipatins.com - Sítio com todos os resultados de Hóquei em Patins